# Tarsaster stoichodes
Tarsaster stoichodes is een zeester uit de familie Pedicellasteridae.
De wetenschappelijke naam van de soort werd in 1889 gepubliceerd door Percy Sladen.